# Крепость Айзенхардт
Крепость Айзенхардт (нем. Burg Eisenhardt) — средневековый замок, расположенный на окраине города Бад-Бельцига в земле Бранденбург (район Потсдам-Миттельмарк). Первая каменная крепость была возведена на месте славянских построек после завоевания крепости Бранденбург Альбрехтом Медведем. Крепость предположительно приобрела современный вид после 1467 года.